# Manoir de la Noë-Cado
Le manoir de la Noë-Cado est un édifice situé à Les Fougerêts en France.

## Localisation
Le manoir est situé sur le territoire de la commune de Les Fougerêts, au lieu-dit la Noë-Cado, dans le département du Morbihan en région Bretagne.

## Description
Le manoir est construit autour d'une cour presque carrée, dont seul le côté sud a conservé son mur d'enclos, sans le ressaut (pavillon) figurant sur le cadastre de 1824. Des dépendances subsistent à l’est, sans doute reconstruites à l'emplacement des anciennes, qui figurent sur le même cadastre. Celles de l'ouest ont disparu ; la dépendance sud-ouest était encore représentée sur le cadastre de 1979. Puits à l’entrée sud de la cour, de type traditionnel, couvert en dalles de schiste. Le logis occupe le nord de la cour où subsiste un reste de dallage. Il est construit en moellons de schiste, enduit sur la façade sud et sur le pignon est. Toutes les ouvertures sont en schiste gris, à l'exception des deux lucarnes, sur la façade sud : l'une en calcaire, à l'est, porte la date de 1773 ; la seconde, à l'ouest, à l'image de la première, mais en granite, est une reprise datant peut-être du début du XIXe siècle. Dans la tour d’escalier postérieure, on a utilisé quelques pierres de calcaire dans la fenêtre haute qui éclaire le palier, de même que dans la porte d’accès au grenier qui porte la date 184?. Le logis est simple en profondeur ; sur la façade nord, la tour d’escalier axiale en hors-œuvre est couverte d’un toit en pavillon avec épis de faîtage ; elle est encadrée de deux corps en appentis de longueurs différentes, servant de cave, et ouverts d'une porte dans le mur nord. L'intérieur au rez-de-chaussée est transformé. Il comportait quatre pièces au milieu du XIXe siècle. D'est en ouest, une grande pièce (non vue, renseignements oraux), aujourd'hui divisée, a perdu sa cheminée, sans doute du XVIIIe siècle ; elle semble avoir été entièrement boisée avant l'achat par les propriétaires actuels. La deuxième pièce sert actuellement d'entrée ; une cheminée en bois y est surmontée d'un trumeau à panneaux moulurés. La troisième pièce constituait la limite ouest du manoir du XVIe siècle ; le linteau de schiste de la cheminée d'origine est porté par des consoles moulurées et des pieds-droits chanfreinés ; le manteau est souligné d’une corniche moulurée ; dans la hotte, une pierre de calcaire, probablement postérieure, porte des armoiries difficilement identifiables. Dans la dernière pièce, dans la partie la plus récente, une cheminée à linteau et consoles en bois. Toutes ces cheminées sont engagées ou adossées dans les murs ouest des pièces. Face à la pièce d'entrée, un passage dallé mène à la cage d'escalier dans la tour. Départ contre le mur nord du logis, forme à retours sans jour, palier intermédiaire partiel, rampe à balustres plats droits. Un vantail de porte ancien en bois ferme la première volée. Une fenêtre éclaire le palier du premier étage. L'étage est divisé en quatre pièces desservies, au nord, par un couloir limité par une cloison en torchis ; un placard à vantaux de bois anciens est creusé dans le mur nord. D'est en ouest, une vaste pièce, occupant toute la profondeur du bâtiment, est éclairée par deux fenêtres au sud et une à l'est. Deux poutres chanfreinées avec solives soutiennent le plafond. Sur le mur est, une haute cheminée adossée en bois. Une cloison sépare cette pièce de la deuxième pièce dont l'entrée se trouve face à la porte de la cage d’escalier ; là aussi, une cheminée en bois, adossée contre le mur ouest. La troisième pièce est l’ancienne chambre du manoir primitif ; sur le mur ouest, une cheminée adossée en schiste à pieds-droits chanfreinés, avec décor de sifflet en haut et en bas ; en face d'elle, le conduit de la cheminée inférieure et un placard mural. Une seule grosse poutre carrée chanfreinée et solives. La quatrième pièce n'a pas été vue ; son accès est actuellement condamné à partir du couloir. Dans le grenier, seules sont conservées les fermes avec entrait retroussé ; sur le conduit de cheminée médian, trace d'une ancienne toiture à croupe, du XVIIIe siècle, qui précédait sans doute la construction de la partie ouest. Toiture à longs pans recouverte d'ardoises. Escalier hors-œuvre : escalier tournant à retours sans jour.

## Historique
Le manoir a été construit et aménagé en plusieurs temps. La première construction date du XVIe siècle les vestiges encore visibles sont deux cheminées en schiste des actuelles troisièmes pièces à partir de l'est. Le logis se composait probablement alors d'une cuisine à l'ouest et d'une salle à l'est, le tout surmonté d'un étage que l'on atteignait par un escalier abrité dans une tour sur la façade postérieure. Le texte de la réformation (recensement des nobles de la commune) de 1666 mentionne : la maison et manoir noble de la Noscado, une thairie [métairie] à la Porte. D'après Louis Galles, toutes deux appartiennent à Michel Bondal en 1666 et Pierre Boudet en 1690 ; il peut s'agir de la même famille dont le nom aurait été mal transcrit. C'est  la même famille qui possède le manoir en 1791 : le 12 mars 1791, le sieur René-Joseph Boudet, chevalier de Saint-Louis, est parrain de la petite cloche tandis que sa femme Marie-Henriette de Quélo est la marraine de la grande cloche. Des transformations importantes interviennent au XVIIIe siècle, précisément en 1773, comme l’indique la date portée par la lucarne est. La salle du rez-de-chaussée est cloisonnée. Une cheminée est ajoutée dans la pièce qui sert aujourd'hui d’entrée. L'étage est lui aussi cloisonné et les deux pièces de l'est se voient dotées de cheminées en bois. À l'ouest, la toiture se termine en croupe dont on peut encore voir la trace sur le conduit de cheminée médian. Une travée est ajoutée à l’ouest au début du XIXe siècle, en tous cas avant 1824, puisqu’on la voit sur le premier cadastre.
Il est inscrit à l'inventaire général du patrimoine culturel.